# Une barque sur l'océan
Pour l’article homonyme, voir Une barque sur l'océan (Ravel).
Pour plus de détails, voir Fiche technique et Distribution.
Une barque sur l'océan est un film français réalisé par Arnold de Parscau et sorti en 2020.

## Synopsis
Dans un village au nord de Bali, Eka tombe fou amoureux de Margaux, une Française expatriée avec ses parents qui étudie le piano. Pour tenter de la séduire, le jeune homme se met à apprendre la musique en autodidacte et, rapidement, commence à composer des morceaux. 

## Fiche technique
- Titre : Une barque sur l'océan
- Réalisation :	Arnold de Parscau
- Scénario : Arnold de Parscau, librement inspiré de Martin Eden de Jack London
- Photographie : Arnold de Parscau
- Costumes : Marie-Reine Poyteau
- Son : Sébastien Linsolas, Jean-Pierre Halbwachs, Frédéric Attal, Stéphane de Rocquigny et Frédéric Échelard (mixage)
- Montage : Marie-Reine Poyteau
- Musique : Cyrille Marchesseau
- Production : Fleurs d'argent Productions
- Pays d’origine :  France
- Durée : 95 minutes
- Date de sortie : France - 26 août 2020

## Distribution
- Hari Santika
- Dorcas Coppin
- Elisza Cahaya
- Jean-Pol Brissart
- Colette Sodoyez